# Andreas Schultz
Andreas Nilsson Schultz (Anders Schültz), född 1688 i Stockholm, död 9 december 1728 i Stockholm, var en svensk målarmästare och konterfejare.
Han var son till målaråldermannen och konterfejaren Niclas Schultz och Margaretha Andersdotter Lorentz och gift med Anna Maria Bollius. Schultz var en av stiftarna till Konstälskande målaregesällskapet i Stockholm 1708 och är omnämnd som mästare i Stockholms målarämbete 1718. I Vintrosa kyrka utförde han en altartavla 1715 som senare byttes ut och man antar att han utförde måleriarbeten i Danmarks kyrka i Uppland 1724.